# 便行桥
便行桥是一座位于山西省天镇县张西河乡大桥村东侧的单孔敞肩石拱桥，1994年7月被列入天镇县文物保护单位。便行桥是明清时大同府到宣化府官道的一部分，与旁边的东桥合称“双成桥”。由于洪水，便行桥多次重筑，目前保存的便行桥为道光六年（1826年）至九年（1829年）所筑。

## 历史
便行桥位于明清时大同府到宣化府的官道上，是明清时贸易、运输的重要通道。便行桥也称西桥，与附近的东桥合称“双成桥”。由于夏季发洪水时水势猛烈，便行桥常被冲毁，不得不一再重筑。目前所存的便行桥动工重建于道光六年（1826年），至道光九年（1829年）时建成。据说，当时天镇县廪生水桶寺村曹弼筹资重修了便行桥和东桥。曹弼外号“曹百万”，为给他生病的母亲祈福，出资修桥行善。桥的望柱共21对，对应修桥开工时曹弼42岁。曹弼在河的上游找到了一块理想的青石，打算用它做桥的中心石，但是石头的主人拒绝出售。巧的是不久天降大雨，洪水冲下一块大石头，正是那块青石。桥建成后，曹弼在桥边购地18亩，建房守桥。据清光绪十六年（1890年）《天镇县志》，曹弼后来入祀天镇县城东街县衙旁的忠义孝悌祠，是祠中供奉的十七人之一。

## 形制
便行桥为单孔敞肩石拱桥，长17米，高9.33米。桥基厚8.3米，上宽6米，跨径3米。桥身为砖砌成，桥面铺有石板。桥额写有“便行桥”三字。桥上有21对石望柱，上面各雕有一头石狮。栏板上刻有花纹。与之相邻的东桥原长6.67米，现在只剩桥涵。

## 保护
2010年7月，有媒体报道天镇县的考古人员发现了便行桥。其实这座石桥早在1994年7月就已成为天镇县文物保护单位。便行桥保存较为完好，目前为村内使用。东桥只剩桥涵，现为大同至张家口的大张公路的一部分。